# Jelena Prochorova
Jelena Vladimirovna Prochorova (ryska: Елена Владимировна Прохова), född 16 april 1978 i Kemerovo, Ryska SSR, Sovjetunionen är en rysk friidrottare (mångkampare).
Prochorova slog igenom vid OS 2000 i Sydney där hon blev tvåa i sjukamp. Den placeringen förbättrade hon vid VM 2001 i Edmonton där hon vann sjukampen. Prochorova kunde inte följa upp segern och slutade fyra vid VM i Paris 2003 och vid OS 2004 blev hon femma.
2005 stängdes Prochorova av för doping.
Prochorovas personliga rekordserie är från en tävling 2000 och lyder på 6 765 poäng.